# Theotima mirabilis
Theotima mirabilis is een spinnensoort uit de familie Ochyroceratidae. De soort komt voor in Angola.